# Svartspetsad dödgrävare
Svartspetsad dödgrävare (Nicrophorus sepultor) är en skalbaggsart som beskrevs av Toussaint de Charpentier 1825. Den ingår i släktet dödgrävare och familjen asbaggar. Arten förekommer tillfälligt i Sverige, men reproducerar sig inte. Arten saknas i Finland. Inga underarter finns listade i Catalogue of Life.

## Beskrivning
Den svartspetsade dödgrävaren är en till största delen svart skalbagge, med  vanligen två ojämna, orangeröda tvärband på täckvingarna och den yttre delen av antennklubban röd. Hos äldre eller döda individer kan de orange tvärbanden vara mycket mörka. Huvud och halssköld är breda. Framfötterna har långa, kraftiga, gula hår. Hos hanarna är framfötterna bredare än hos honorna. Arten blir 15 till 20 mm lång.

## Utbredning
Den svartspetsade dödgrävarens utbredningsområde sträcker sig från södra och mellersta Europa (med undantag av Brittiska öarna, Portugal, Medelhavsöarna och Balkan), sydöst genom Armenien, Azerbajdzjan och Georgien till Iran, samt österut genom Ryssland till Kazakstan och Kirgizistan. Arten förekommer eventuellt även i Sibirien och Mongoliet.
Arten kan tillfälligt påträffas i Sverige, exempelvis på stränder dit vinden fört den. Den har noterats i Skåne, men inga säkra fynd har gjorts på omkring 100 år, och 2000 rödlistades den som nationellt utdöd. Detta ändrades emellertid senare till ej bedömd. I Finland saknas den helt.

## Ekologi
Arten förekommer på mindre kadaver av ryggradsdjur,, som den ställer i ordning som mat åt sina larver. Som för alla dödgrävare hjälps oftast flera individer åt att gräva ner kadavret. Därefter brukar djuren slåss inbördes tills bara en individ av varje kön finns kvar. Dessa parar sig därefter. Under de första dagarna efter äggen har kläckts matar honan larverna, som är för svaga för att äta själv. Därefter matar honan sin avkomma efter varje hudömsning, då käkarna åter är för svaga för att larverna skall kunna äta av födan. Först efter tredje hudömsningen är larverna tillräckligt starka för att kunna äta själva hela tiden.
Arten får bara en generation per år.